# 靜明園
靜明園是位於中國北京的一個園林，位于颐和園西侧，玉泉山上，为全国重点文物保护单位。

## 历史沿革
静明园在金代时始建，称为芙蓉殿（亦名玉泉行宫）。明正德年间建上下华严寺。
清康熙十九年（1680年）建行宫，初名澄心園，康熙三十一年（1692年）改名为静明園。静明园在乾隆年间大规模扩建，形成“静明园十六景”，是静明园的鼎盛时期。1860年、1900年，遭英法联军、八国联军两次焚毁。
辛亥革命后，一度开办玉泉山汽水公司，时亦开放游览。自中华人民共和国建立始，静明园一直被作为中央高级领导的夏季居所，进行了大规模的修缮和绿化。对四人帮的抓捕计划曾在此制定。
静明园是北京市文物保护单位，2006年5月25日，静明园被国务院批准列入第六批全国重点文物保护单位名单。

## 建筑布局
园内有诸多景物，较著名的有：
- 玉泉，被乾隆命名为“天下第一泉”，金代称“玉泉垂虹”，玉泉趵突，为燕京八景之一。
- 玉峰塔，位于玉泉山主峰，为八角七级仿木构楼阁式石塔，高47.7米，以“玉峰塔影”为名，是十六景之一。
- 华藏塔，一座八角七级密檐式汉白玉石塔。
- 澄照关，关上雉堞相连，高度超过6米。
- 楞伽洞，洞中大量艺术价值极高的清代密宗摩崖造像。